# Axel Gudbrand Blytt
Axel Gudbrand Blytt (n. 19 mai 1843, Christiania, Suedia-Norvegia – d. 18 iulie 1898, Christiania, Suedia-Norvegia) a fost un profesor universitar, botanist,  geolog, micolog și paleontolog din Norvegia. A fost autorul unui număr de cărți despre flora Norvegiei. Mai este cunoscut până în prezent cu rolul său în dezvoltarea teoriei Blytt-Sernander a schimbărilor climatice. Abrevierea numelui său în cărți științifice este A.Blytt. 

## Familie
Axel a fost fiul profesorului universitar de botanică la Universitatea Oslo Matthias Numsen Blytt (1789-1862) și al soției sale Ambrosia Henriksen (1822-1900). S-a căsătorit la 17 aprilie 1885 în Bergen cu Valborg Wingaard (1862-1918), fiica comerciantului, consulul Hans August Wingaard (1836-1873, fiul soților Oluf Petersen Wingaard (1812–67) și Kaja Margrethe Ibsen (n. 1842).

## Biografie

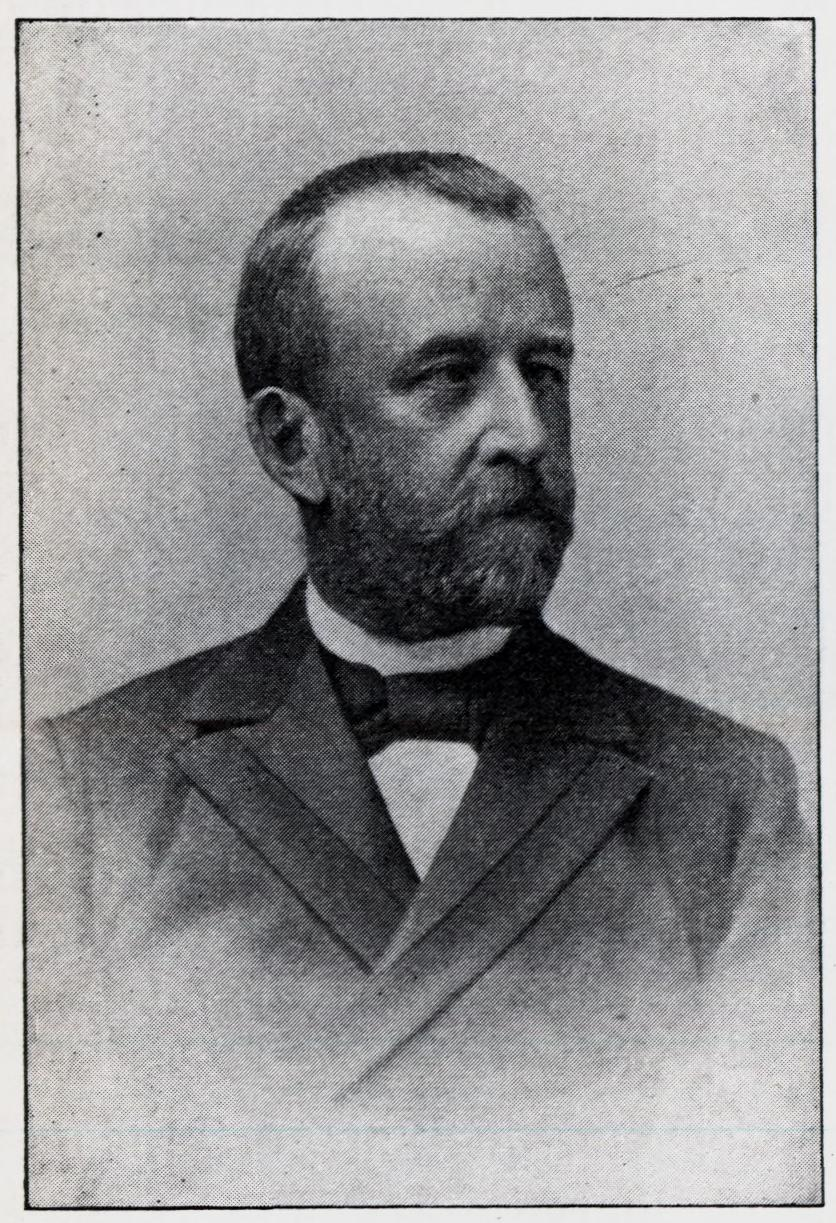
Axel Blytt pe la 1890

Blytt s-a născut în mediul academic, mai precis științific, de la Universitatea din Christiania. Chiar și când era băiat, a însoțit tatăl lui în călătoriile sale. După Examen artium din 1860 la Universitatea Regală Frederick din Oslo, adică certificarea academică conferită pe atunci în Norvegia, care califica studentul pentru admiterea la studii universitare, precum un studiu medical întrerupt, a trecut complet la studiul botanicii în 1862. După moartea tatălui în 1862, a continuat munca acestuia despre flora norvegiană, iar în anul următor „s-a alăturat vânzării”, când marele ierbar privat al răposatului a fost achiziționat de stat, constituind astfel adevărata bază pentru Muzeul Botanic. În același an a fost numit conservator al acestui muzeu și în 1873 a fost angajat drept „Bursier universitar” (profesor lector salariat). 
Din punct de vedere științific, a existat o părtășie intimă între tată și fiu. Blytt a continuat tradiția tatălui său de a explora diferite părți ale Norvegiei în excursii lungi de vară, din 1863 pe cont propriu, de obicei singur, anual și la nivel național, din sudul Norvegiei până în provincia Finnmark. El a dedicat comunei Sogn trei veri întregi (1864, 1865 și 1867). Este rezonabil că modelul clar în distribuția vegetației pe care l-a găsit de-a lungul Sognefjord-ului a devenit originea pentru vederile sale sinoptice ulterioare.
În 1869, Blytt și-a publicat relatarea lucrării în Sogn, pentru care a primit medalia de aur a Prințului Moștenitor (Kronprinsens gullmedalje), dar opera sa literară din acești ani a fost dedicată în primul rând volumelor 2 și 3 din Norges Flora ale tatălui său, pe care le-a publicat în 1874 și 1876 după o revizuire foarte amplă precum introducerea unui material nou pe care el însuși îl adusese. Abia după aceea s-a ocupat cu opera sa mare (vezi mai jos).
Într-o singură călătorie  de studii în Germania (1877-1878) a petrecut mai mult timp la universitățile de acolo pentru a se perfecționa în anatomia plantelor și în special a ciupercilor, subiecte care au fost foarte puțin tratate în Norvegia. Contactele numeroase și importante pe care le-a făcut în străinătate, le-a realizat în primul rând prin publicațiile sale științifice și prin controversele vii din jurul acestora.

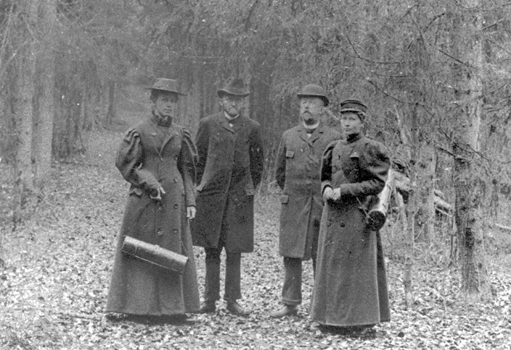
Axel Blytt cu Asta Lundell, Ove Dahl și Thekla Resvoll, foștii săi studenți, în 1897

Ca om de știință, Blytt se deosebea de tatăl său în primul rând prin accentul pus pe cauzalitate. În timp ce Matthias Blytt a înregistrat unde au crescut plantele, fiul său a pus întrebarea de ce au crescut acolo. Problema de bază pe care Blytt a căutat să o elucideze în cercetările sale a fost următoarea: de ce este distribuită creșterea plantelor din Norvegia așa cum este? În realitate, aceasta a fost o continuare a muncii tatălui său, dar dintr-un punct de vedere mai avansat. În 1876 a publicat mai întâi în volumul 21 al jurnalului științific Nyt Magazin for Naturvidenskaberne cea mai cunoscută lucrare a sa, anume Forsøg til en theori om indvandringen af Norges flora under vexlende regnfulde og tørre tider („Încercări de teorie despre imigrarea florei Norvegiei în timpul alternării perioadelor ploioase și uscate”) despre Flora în timpuri ploioase și secetoase. A provocat o astfel de agitație dincolo de granițele țărilor nordice, încât a fost deja publicată drept carte independentă într-o traducere în engleză în același an (Essay on the Immigration of the Norwegian Flora during alternating rainy and dry periods. With a map Essay on the Immigration)) O serie de oameni de științe naturale cunoscuți ai vremii au revizuit, comentat și discutat cartea și tezele acesteia. Problema sa a rămas o problemă principală în botanica norvegiană și geologia cuaternară timp de mai bine de 100 de ani și abia în zilele noastre se poate spune că a fost clarificată.
Pentru tot restul vieții, Blytt a lucrat constant la generalizarea teoriei sale. Blytt a propus un scenariu larg, în care solul virgin lăsat de ghețarii din e era glaciară din Norvegia a fost treptat cucerit de grupuri de plante imigrante, elemente de floră. Mai întâi au venit plantele montane tolerante – elementul arctic. Următoarele au fost speciile „comune”, cele găsite mai mult sau mai puțin uniform distribuite în toată țara – elementul subarctic. În timpul unei perioade calde și uscate, a fost rândul speciilor boreale să migreze și să se răspândească în estul Norvegiei. În perioada ulterioară, au imigrat specii iubitoare de umiditate care nu au putut tolera iernile reci – elementul de floră atlantică, care este larg răspândit de-a lungul coastei. Apoi a urmat un element nou, sub-boreal, foarte iubitor de căldură, în principal în jurul fiordului Oslo și, în sfârșit, un element sub-atlantic, care, sincer, nu a devenit niciodată un obicei.
Fundalul tezei lui Blytt din 1876 a fost distribuția plantelor în Norvegia. În discuția internațională care a urmat, această problemă a fost de puțin interes. Ceea ce a prins, a fost ideea lui Blytt că a existat o climă alternativă încă din epoca glaciară, nu o îmbunătățire constantă a climei. Și pentru Blytt însuși, centrul de greutate al interesului s-a deplasat, iar discuția lui a devenit mai orientată spre climă, la fel ca și discuția europeană.
Contrastele au fost cele mai puternice în Suedia, unde au existat două tabere separate. Geograful Gunnar Andersson a susținut cu mare forță că din epoca glaciară a existat doar o creștere constantă a căldurii până la un maxim, urmată de un anumit declin. Ecologul Rutger Sernander a afirmat cu aceeași forță viziunea „Blythiană” a unui climat în schimbare. La marele test de rezistență din timpul congresului geologic de la Stockholm din 1909, opinia lui Sernander a fost acceptată, iar teoria a fost denumită de atunci teoria schimbărilor climatice a lui Blytt-Sernander.
Secvența Blytt-Sernander sau clasificarea Blytt-Sernander este o serie de faze climatice pe care nordul Europei le-a experimentat în ultimii 14.000 de ani. Secvența se bazează pe analiza depozitelor de turbă de către norvegianul Axel Blytt (1876) și suedezul Rutger Sernander (1908). Clasificarea a fost ulterior încorporată în stratigrafia polenului care este comună astăzi. 
Alături de lucrările sale privind imigrația și teoria climei, Blytt a lucrat în ultimii ani la o floră norvegiană, un manual pentru uz practic care ar fi putut înlocui lucrarea în trei volume a tatălui său și care, desigur, ar trebui să fie utilizabilă și în teren. Nu l-a terminat niciodată, dar fostul elev al său, Ove Dahl, l-a publicat în 1906 (parțial și în retipăriri). „Blytt” a rămas „Flora de câmp” a botanicilor norvegieni până la sosirea florei moderne în anii 1940.
Numit profesor universitar în 1880, Blytt a fost responsabil pentru o generație de botaniști norvegieni și geologi cuaternari. Prelegerile sale despre ceea ce l-a interesat, geografia vegetală a Norvegiei, au fost renumite, iar excursiile sale au fost cuprinzătoare. În 1883, a fost ales membru al Academiei Leopoldine. A murit surprinzător la 18 iulie 1898 în casa sa la Oslo. 
Blytt a lăsat în urmă o bogată producție științifică. Înainte de 1876 au fost publicate 22 de lucrări, în principal de natură floristică. După 1876, a publicat 45 de lucrări, în principal despre teoria imigrației, dar și unele lucrări micologice. Cinci lucrări au fost publicate postum. A fost membru al Societății Științifice din Christiania (acum Academia Norvegiană de Științe) din 1869 și membru srain sau membru de onoare a aproximativ o duzină de societăți și academii științifice străine.
Referințe pentru biografie:

## Specii descrise de Axel Blytt (selecție)

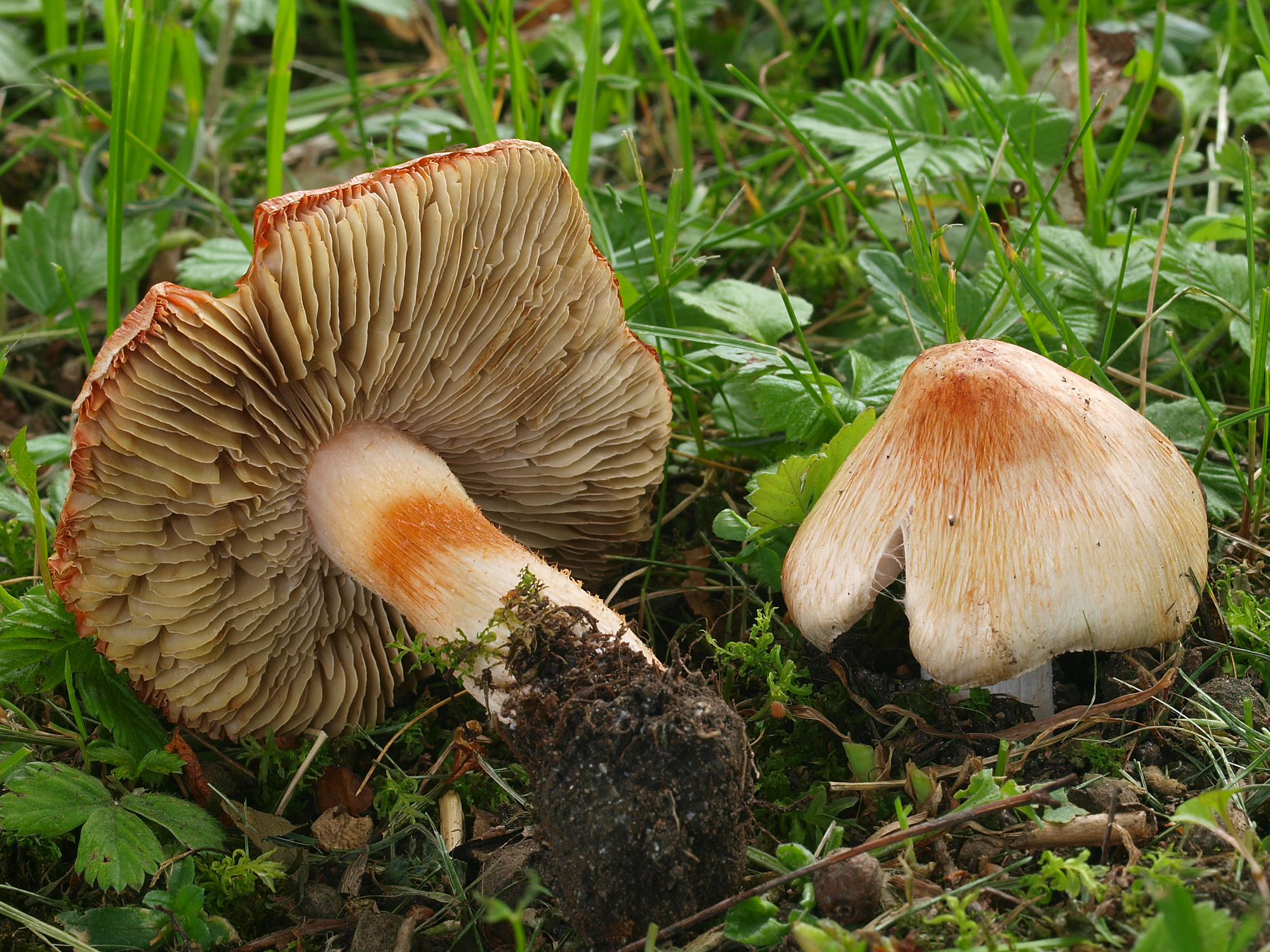
A.Blytt: Inocybe erubescens

- Carex friesii, A.Blytt 1861, specie de plante din familia Cyperaceae
- Inocybe erubescens, A.Blytt 1905, specie de ciuperci din familia Inocybaceae
- Phlegmacium percome, A.Blytt 1905, specie de ciuperci din familia Cortinariaceae
- Phlegmacium triumphans, A.Blytt 1905, specie de ciuperci din familia Cortinariaceae
- Puccinia dovrensis, A.Blytt 1896, specie de ciuperci din familia Pucciniaceae
- A descris mai multe specii ale genului Cortinarius sub numele generic Phlegmacium

## Specii descrise în onoarea lui Axel Blytt

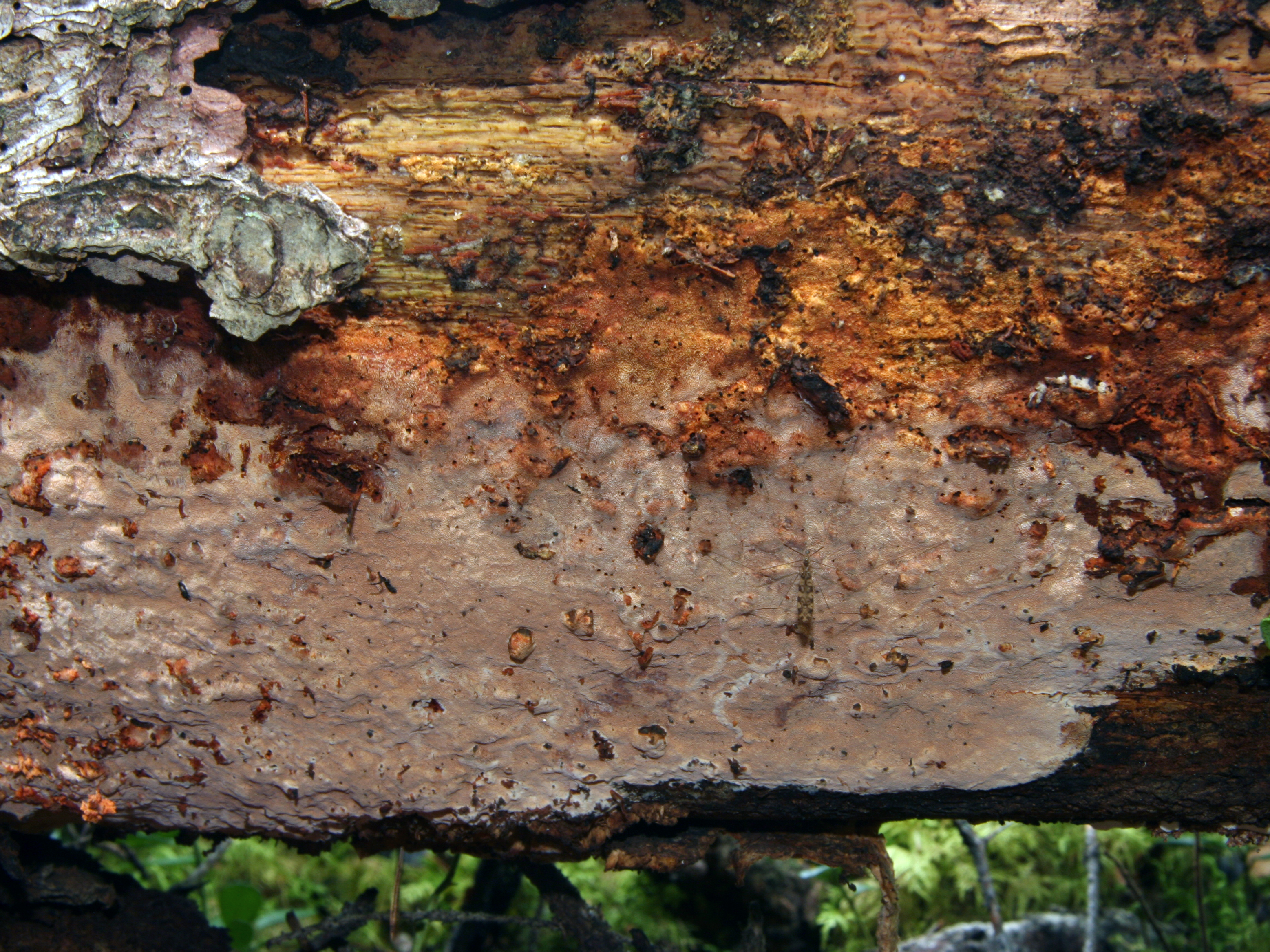
Polyporus blyttii, Fr. 1874

Următoarele specii au fost dedicate lui Axel Blytt:
- Blyttiomyces A.F.Bartsch 1939, gen de ciuperci (Chytridiaceae)
- Briardia blyttiana Rostr. 1891, azi Duebenia blyttiana (Dermateaceae)
- Puccinia blyttiana Lagerh. 1892, azi Micropuccinia blyttiana (Pucciniaceae)
- Micropeltis blyttii Rostr. 1891, azi Sphaerulina blyttii (Mycosphaerellaceae)
- Parmelia blyttii Fr. 1874 (Parmeliaceae)
- Polyporus blyttii Fr. 1874, azi Junghuhnia collabens, Ryvarden 1972 (Meruliaceae)
- Junghuhnia collabens, (Meruliaceae)
- Puccinia blyttii'' De Toni 1888 (Pucciniaceae)

## Onoruri
- Medalia de aur a Alteței sale Regale Prințului Moștenitor pentru teza despre vegetația de-a lungul fiordului Sognefjord (1869)
- Ales în Academia Norvegiană de Științe (1869)
- Membru al Academiei Leopoldine (1883)
- Blyttia (ISSN 0006-5269) este o revistă științifică de botanică trimestrială, publicată de Asociația Botanică Norvegiană din 1943 încoace care poartă numele lui și al tatălui său.

## Publicații (selecție)

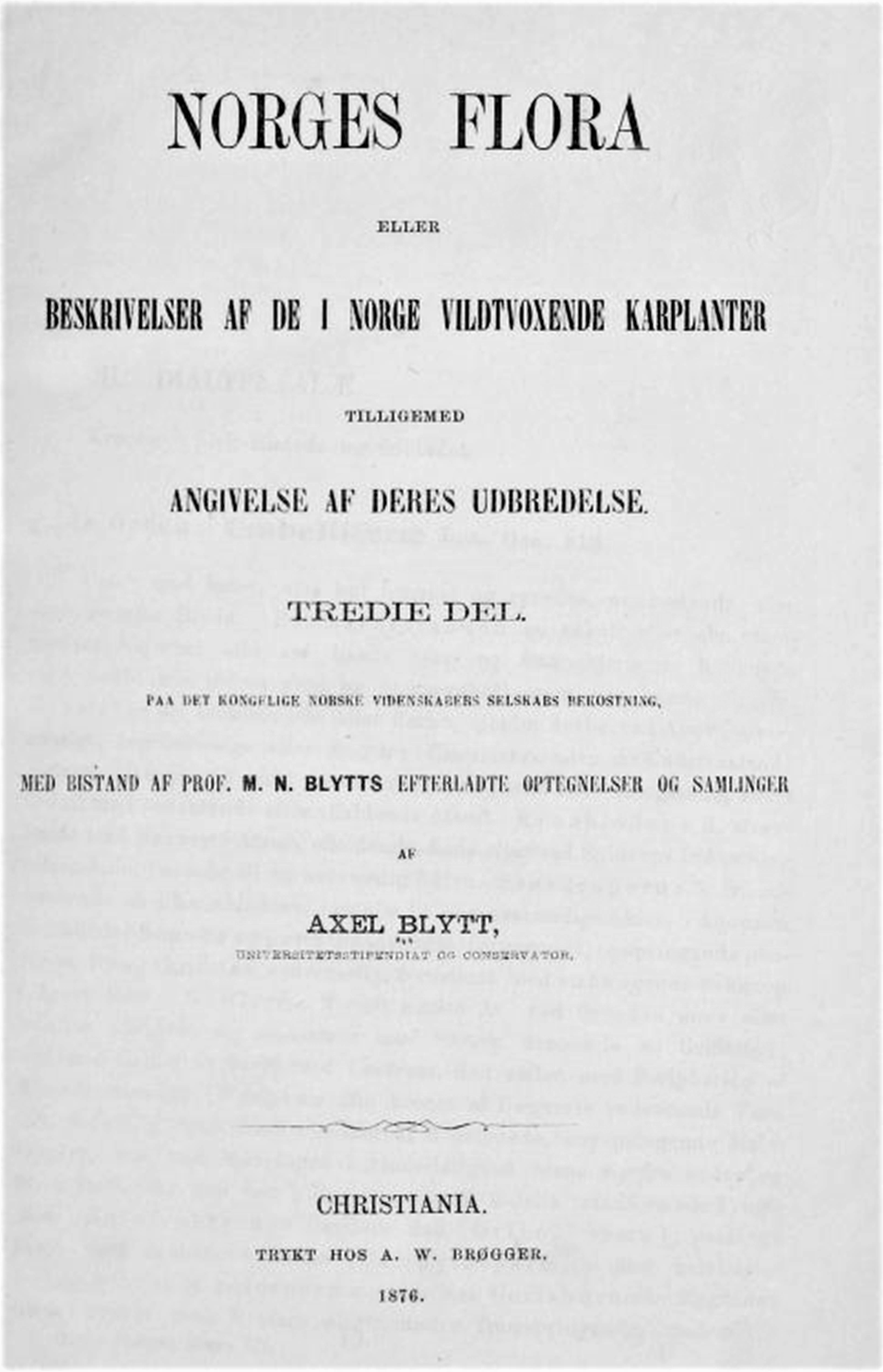
Axel Blytt - Norges Flora

- Botanisk Reise i Valders og de tilgrændsende Egne, Editura Johan Dahl, Christiania 1864
- Om vegetationsforholdene ved sognefjorden (Despre condițiile de vegetație de la fiordul parohiei), Editura Johan Dahl, Christiania 1869
- Om Vegetationsforholdene ved Sognefjorden, Editura Johan Dahl, Christiania 1869
- Christiania Omegns Phanerogamer Og Bregner (Fanerogame și ferigi din jurul Christianiei [Oslo]), Editura Broegger & Christie, Christiania 1870
- Spiselige Lavarter, Editura P. F. Mallings, Kristiania 1870
- Bidrag til Kundskaben om Vegetationen (Contribuție la cunoașterea vegetației), Editura Brøgger & Christie's Bogtrykkeri, Christiania 1871
- Norges Flora („Flora Norvegiei”), 3 volume, Editura A. W. Brøgger, Christiania 1874-1876 (publicare postumă a operei tatălui său Mathias Numsen Blytt, revizuită și completată)
- Forsøg til en theori om indvandringen af Norges flora under vexlende regnfulde og tørre tider („Încercări de teorie despre imigrarea florei Norvegiei în timpul alternării perioadelor ploioase și uscate”), în: „Nyt Magazin for Naturvidenskaberne”, vol. 21, nr. 2, Editura Johan Dahls Efterfolger, Kristiania 1876, p. 279-363
- Essay on the immigration of the Norwegian flora during alternating rainy and dry periods, Editura Alb. Cammermeyer, Christiania 1876
- Calcareous Tusas in Norway, Editura John Murray, Londra 1892
- The probable cause of the displacement of beach-lines. An attempt to compute geological epochs, Editura Videnskabs-Selscabs, Christiania 1889
- Norges Hymenomyceter, Editura J. Dybwad, Kristiania 1905, publicat postum de Emil Rostrup
- Haandbog i Norges flora, Editura A. Cammermeyer, Kristiania 1906, publicat postum de fostul său student Ove Dahl (1862-1940)